# Kírov
Kírov (en ruso: Киров) es una ciudad y un centro administrativo, capital del óblast homónimo. Se localiza en el centro de la Rusia europea. Tiene 501 468 habitantes y fue fundada en 1174 con el nombre de Jlýnov. Pasó a llamarse Viatka (por el río Viatka) en 1780 y Kírov en 1934, en honor de Serguéi Kírov. Es el lugar de origen de los juguetes de Dýmkovo.

## Historia

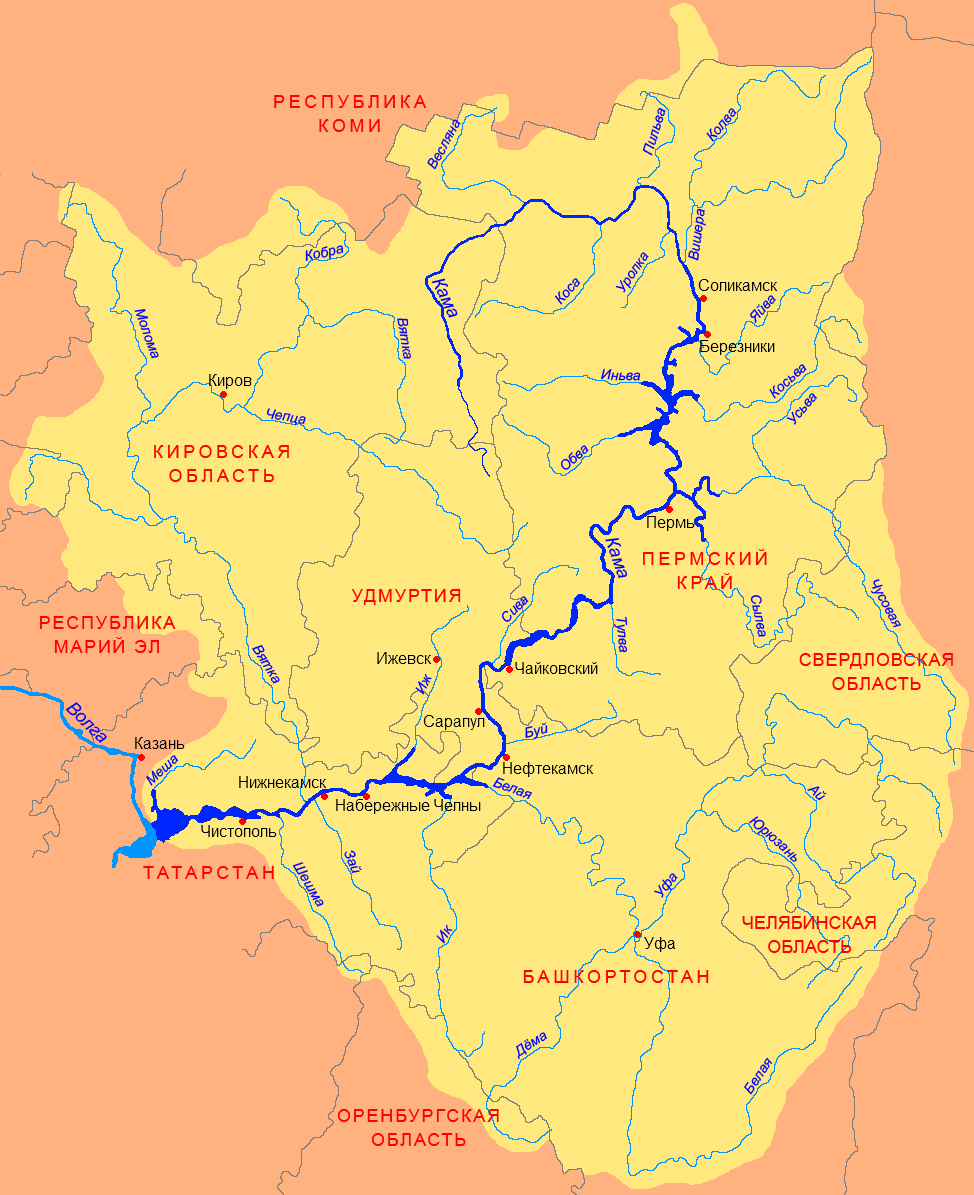
Kírov (Киров) en un mapa del río Kama

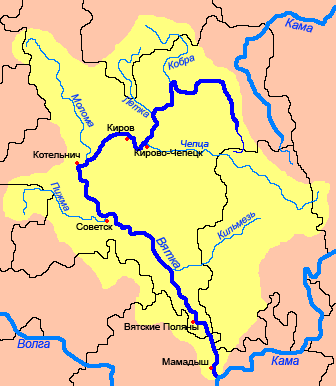
Y en un mapa del río Viatka

La fortaleza de Jlýnov, situada al oeste de los montes Urales, fue fundada por comerciantes procedentes de Nóvgorod en 1374. La ciudad es nombrada por primera vez en unos documentos de 1457. Jlýnov fue incorporada al Principado de Moscú en 1489 y se hizo conocida en todas partes de Rusia para sus figurillas de arcilla. El monumento más antiguo de la ciudad es la Catedral de la Asunción (1689), un edificio imponente coronada por cinco domos globulares.
En 1781 Catalina la Grande renombró a Jlýnov como Viatka e hizo un gobierno separado ("gubérniya"). La ciudad también sirvió como un lugar de destierro, para Aleksandr Herzen y Mijaíl Saltykov-Shchedrín. Hacia el final del siglo XIX, fue una estación importante para el ferrocarril Transiberiano. En diciembre de 1934, fue renombrado con el nombre de Kírov después del asesinato del líder soviético Serguéi Kírov. Aquí nace además la Orquesta Imperial, la orquesta más grande del mundo.

## Ciudades hermanadas
- Siedlce, Polonia

## Personas ilustres
- Nikolái Chaikovski (1851–1926), revolucionario ruso, dirigente del Gobierno de la región del Norte, antibolchevique.
- Oksana Dómnina (1984), patinadora rusa de la categoría de danza.
- Matvéi Gúsev (1826–1866), astrónomo ruso.
- Kiril Jaliavin (1990), patinador ruso nacionalizado español, de la categoría de danza.

## Clima
| Parámetros climáticos promedio de Kírov (1991-2020) | Parámetros climáticos promedio de Kírov (1991-2020) | Parámetros climáticos promedio de Kírov (1991-2020) | Parámetros climáticos promedio de Kírov (1991-2020) | Parámetros climáticos promedio de Kírov (1991-2020) | Parámetros climáticos promedio de Kírov (1991-2020) | Parámetros climáticos promedio de Kírov (1991-2020) | Parámetros climáticos promedio de Kírov (1991-2020) | Parámetros climáticos promedio de Kírov (1991-2020) | Parámetros climáticos promedio de Kírov (1991-2020) | Parámetros climáticos promedio de Kírov (1991-2020) | Parámetros climáticos promedio de Kírov (1991-2020) | Parámetros climáticos promedio de Kírov (1991-2020) | Parámetros climáticos promedio de Kírov (1991-2020) |
| Mes                                                 | Ene.                                                | Feb.                                                | Mar.                                                | Abr.                                                | May.                                                | Jun.                                                | Jul.                                                | Ago.                                                | Sep.                                                | Oct.                                                | Nov.                                                | Dic.                                                | Anual                                               |
| --------------------------------------------------- | --------------------------------------------------- | --------------------------------------------------- | --------------------------------------------------- | --------------------------------------------------- | --------------------------------------------------- | --------------------------------------------------- | --------------------------------------------------- | --------------------------------------------------- | --------------------------------------------------- | --------------------------------------------------- | --------------------------------------------------- | --------------------------------------------------- | --------------------------------------------------- |
| Temp. máx. abs. (°C)                                | 3.8                                                 | 6.0                                                 | 13.9                                                | 27.3                                                | 34.2                                                | 36.9                                                | 36.6                                                | 35.9                                                | 30.1                                                | 22.6                                                | 11.0                                                | 7.0                                                 | 36.9                                                |
| Temp. máx. media (°C)                               | -8.4                                                | -6.8                                                | 0.1                                                 | 9.1                                                 | 17.9                                                | 22.0                                                | 24.4                                                | 21.1                                                | 14.7                                                | 6.2                                                 | -2.0                                                | -6.7                                                | 7.6                                                 |
| Temp. media (°C)                                    | -11.5                                               | -10.5                                               | -4.0                                                | 4.1                                                 | 11.9                                                | 16.4                                                | 18.9                                                | 15.9                                                | 10.2                                                | 3.2                                                 | -4.3                                                | -9.4                                                | 3.4                                                 |
| Temp. mín. media (°C)                               | -14.5                                               | -13.9                                               | -7.7                                                | -0.2                                                | 6.5                                                 | 11.4                                                | 13.8                                                | 11.6                                                | 6.7                                                 | 0.8                                                 | -6.5                                                | -12.2                                               | -0.4                                                |
| Temp. mín. abs. (°C)                                | -53.4                                               | -40.5                                               | -33.8                                               | -21.2                                               | -10.5                                               | -2.4                                                | 2.7                                                 | -0.1                                                | -8.3                                                | -23.2                                               | -39.8                                               | -45.2                                               | -53.4                                               |
| Precipitación total (mm)                            | 51                                                  | 37                                                  | 42                                                  | 39                                                  | 54                                                  | 81                                                  | 82                                                  | 73                                                  | 56                                                  | 69                                                  | 57                                                  | 57                                                  | 698                                                 |
| Nevadas (cm)                                        | 44                                                  | 55                                                  | 56                                                  | 13                                                  | 0                                                   | 0                                                   | 0                                                   | 0                                                   | 0                                                   | 1                                                   | 10                                                  | 25                                                  | 204                                                 |
| Días de lluvias (≥ 1 mm)                            | 6                                                   | 4                                                   | 6                                                   | 14                                                  | 18                                                  | 19                                                  | 18                                                  | 20                                                  | 22                                                  | 20                                                  | 11                                                  | 7                                                   | 165                                                 |
| Días de nevadas (≥ 1 mm)                            | 28                                                  | 24                                                  | 20                                                  | 9                                                   | 3                                                   | 0.3                                                 | 0                                                   | 0                                                   | 1                                                   | 12                                                  | 24                                                  | 28                                                  | 149.3                                               |
| Horas de sol                                        | 35                                                  | 74                                                  | 141                                                 | 201                                                 | 265                                                 | 284                                                 | 269                                                 | 233                                                 | 130                                                 | 61                                                  | 33                                                  | 21                                                  | 1747                                                |
| Humedad relativa (%)                                | 85                                                  | 81                                                  | 74                                                  | 65                                                  | 60                                                  | 67                                                  | 70                                                  | 76                                                  | 80                                                  | 84                                                  | 86                                                  | 85                                                  | 76.1                                                |
| Fuente n.º 1: Погода и климат                       |                                                     |                                                     |                                                     |                                                     |                                                     |                                                     |                                                     |                                                     |                                                     |                                                     |                                                     |                                                     |                                                     |
| Fuente n.º 2: NOAA (Horas de sol, 1961-1990)        |                                                     |                                                     |                                                     |                                                     |                                                     |                                                     |                                                     |                                                     |                                                     |                                                     |                                                     |                                                     |                                                     |